# José Vicente Arzo
José Vicente Arzo Diago (ur. 25 lipca 1963) – hiszpański niepełnosprawny kolarz. Srebrny medalista paraolimpijski z Pekinu w 2008 roku.

## Medale Igrzysk Paraolimpijskich

### 2008
- – Kolarstwo – trial na czas – HC C